# Charles Jarrott (Regisseur)
Charles Jarrott (* 16. Juni 1927 in London; † 4. März 2011 in Los Angeles) war ein britisch-kanadischer Regisseur, Drehbuchautor und Schauspieler. Nach der Arbeit im britischen und kanadischen Theater trat er ab Mitte der 1950er Jahre als Regisseur von über 40 Film- und Fernsehproduktionen in Erscheinung, vorwiegend Dramen. Für seine Regie an dem Historienfilm Königin für tausend Tage (1969) wurde er mit dem Golden Globe Award ausgezeichnet.

## Leben

### Ausbildung und Regiedebüt
Charles Jarrott wurde 1927 in London als Sohn der britischen Musical-Darstellerin Ursula Jean (Geburtsname Borlase) und des britischen Rennfahrers Charles Jarrott geboren. Durch Zustimmung seiner verwitweten Mutter diente er im Zweiten Weltkrieg für die Royal Navy im Fernen Osten. Seine Theaterkarriere begann er nach dem Krieg als „Assistent Stage Manager“ mit dem Ensemble der Great Britain Touring Company. Später erhielt Jarrott ein Engagement beim Nottingham Repertory, wo er als Schauspieler und Regisseur Erfahrungen sammeln konnte. Im Jahr 1953 übersiedelte der Brite nach Kanada. Dort erhielt er als Schauspieler ein Engagement am Theater von Ottawa. 1955 folgte mit einem unbedeutenden Part in der Episode The Walking Stick der Fernsehserie On Camera (1954–1958) sein Schauspieldebüt im kanadischen Fernsehen. Zwei Jahre später absolvierte Jarrott einen Statistenauftritt in der Episode  False Witness der Westernserie Hawkeye and the Last of the Mohicans, ehe er entschied sich gänzlich der Arbeit als Regisseur zu widmen.
Sein Debüt als Regisseur gab Charles Jarrott Mitte der 1950er Jahre mit der Regie an Fernsehspielen für US-amerikanische und britische Serien. In seiner Heimat Großbritannien machte er erstmals mit dem im irischen Fischermilieu angesiedelten A Shilling for the Evil Day (1959) auf sich aufmerksam. Die Londoner Times lobte ihn für seine „charakteristisch fließende und ausdrucksvolle“ Regiearbeit, die im Rahmen des Associated Television’s Armchair Theatre ausgestrahlt wurde, für das er mehrfach tätig war. An diesen Erfolg konnte er mit weiteren Arbeiten im unabhängigen Fernsehen anknüpfen, darunter Dr. Kabil, ein politisches Melodram über einen algerischen Chirurgen, sowie der Thriller Eye Witness mit Diana Wynyard als hilfloser Invalidin. 1960 zählte ihn die Times zu den besten Regisseuren des Fernsehdramas, der jedoch kein Talent für die Komödie besitzen würde. Sehr häufig traten in seinen Fernseharbeiten Frauen als Hauptfiguren auf. Eine enge Zusammenarbeit verband ihn mit dem kanadischen Fernsehproduzenten Sydney Newman, der auch so bekannte Filmschaffende wie Ken Loach, Dennis Potter und David Mercer förderte.

### Erfolg in Hollywood mit Historienfilmen
1965 folgte sein erster Spielfilm Tea Party für die BBC, der auf einem Drehbuch von Harold Pinter basierte und den er mit Vivien Merchant für das britische Fernsehen inszenierte. Nach seiner Arbeit an der britischen Fernsehserie The Wednesday Play (1964–1967), der Mystery-Serie Haunted (1967), sowie dem Fernsehfilm Die seltsame Geschichte von Dr. Jekyll und Mr. Hyde (1968, mit Jack Palance in der Titelrolle), folgte 1969 Jarrotts Kinodebüt. In dem Historiendrama Königin für tausend Tage, basierend auf einem Theaterstück von Maxwell Anderson, verkörperte die frankophone Kanadierin Geneviève Bujold die nach Macht strebende Anne Boleyn, während Richard Burton als Heinrich VIII. von England ihren Filmehemann mimte. Das von Hal B. Wallis produzierte Werk wurde trotz gemischter Kritik mit vier Golden Globes ausgezeichnet, darunter die Trophäen für das beste Filmdrama des Jahres und Charles Jarrott für die beste Regie. Bei der darauffolgenden Oscar-Verleihung erhielt Jarrott überraschend keine Nominierung als bester Regisseur und auch Königin für tausend Tage, mit zehn Nominierungen als großer Favorit gehandelt, konnte sich nicht gegen John Schlesingers populäreren Asphalt-Cowboy durchsetzen. Im selben Jahr folgte der mit einem Emmy ausgezeichnete US-amerikanische Fernsehfilm The Male of the Species, in dem Paul Scofield, Michael Caine, Sean Connery und Laurence Olivier mitwirkten.
Nach dem internationalen Erfolg von Königin für tausend Tage arbeitete Jarrott erneut mit Produzent Hal B. Wallis zusammen und führte bei dem Historienepos Maria Stuart, Königin von Schottland für Universal Pictures Regie. Mit dem Drama, in dem Vanessa Redgrave und Glenda Jackson die rivalisierenden Königinnen Maria Stuart und Elisabeth von England mimen, konnte Jarrott an den vorhergehenden Erfolg anknüpfen und das Kostümdrama wurde für fünf Golden Globes und dieselbe Anzahl an Oscars nominiert.
Die Kinokarriere des britisch-kanadischen Regisseurs wurde 1973 nach nur drei Filmen getrübt, als er erfolglos Frank Capras Abenteuerfilm In den Fesseln von Shangri-La (1937) als Filmmusical Lost Horizon mit Peter Finch und Liv Ullmann neu inszenierte. Der über sieben Millionen US-Dollar teure, zweieinhalbstündige Film war ein Misserfolg bei Publikum und Kritikern und zerstörte die Karriere seines Produzenten Ross Hunter, der unter anderem für erfolgreiche Hollywood-Projekte wie Bettgeflüster (1959) oder den Katastrophenfilm Airport (1970) verantwortlich gewesen war. Auch Jarrott blieben daraufhin Engagements für große Filmproduktionen verwehrt.
Lediglich für die Walt Disney Company konnte er zwischen 1976 und 1981 unter anderem drei Kinofilme inszenieren, darunter Die kleinen Pferdediebe (1976) mit Alastair Sim in seiner letzten Filmrolle. Die Times bezeichnete ihn nach dem Liebesfilm Jenseits von Mitternacht (1977, mit Susan Sarandon) und seinen früheren Großproduktionen als „sicheren Regisseur“, jedoch nicht als „kreativen oder aufregenden“ Filmemacher. Die einflussreiche US-amerikanische Filmkritikerin Pauline Kael sah in Jarrott „einen Mann ohne Stil und Persönlichkeit“ und beschränkte seine künstlerische Tätigkeit auf die eines „Verkehrsleiters“ (Original: „traffic manager“).

### Fernsehkarriere
Charles Jarrott wandte sich zu Beginn der 1980er Jahre verstärkt dem amerikanischen und britischen Fernsehen zu, wo er ebenfalls Erfolge verbuchen konnte. 1987 drehte er den mit drei Emmys ausgezeichneten Fernsehmehrteiler Armes reiches Mädchen – Die Geschichte der Barbara Hutton in der Farrah Fawcett die mehrfach unglücklich verheiratete und verschwendungssüchtige Woolworth-Erbin porträtierte. Ein Jahr später entstand der Fernsehfilm The Woman He Loved, eine aufwendige Adaption der Affäre von Wallis Simpson mit dem britischen König Edward VIII., in dem Jane Seymour und Anthony Andrews die Hauptrollen bekleideten. 1991 folgte das kontrovers aufgenommene Biopic Lucy und Desi – Ein Blick hinter die Kulissen, in dem Frances Fisher und Maurice Benard das filmschaffende Ehepaar Lucille Ball und Desi Arnaz porträtierten. Elf Jahre nach dem Sportlerdrama Finish – Endspurt bis zum Sieg (1986), in dem Nicolas Cage in die Rolle des kanadischen Weltklasseruderers Ned Handlan (1855–1908) schlüpfte, zeigte sich Jarrott 1997 mit der preisgekrönten Komödie The Secret Life of Algernon mit Carrie-Anne Moss und John Cullum wieder für eine Kinoproduktion verantwortlich. 2001 folgte mit dem Krimidrama Turn of Faith, in dem Mia Sara und Costas Mandylor die Hauptrollen bekleideten, seine letzte Regiearbeit.
Charles Jarrott war dreimal verheiratet. Geschieden wurde die Ehe mit der britischen Schauspielerin und Drehbuchautorin Katharine Blake (1928–1991), die er in vielen seiner Fernsehspiele und in Königin für tausend Tage (1969) einsetzte. Ebenfalls geschieden wurde die vorherige Ehe mit Rosemary Palin (1949–1957). Seine dritte Ehefrau Suzanne Bledsoe, die er 1992 heiratete, verstarb 2003. Jarrott selbst starb 2011 im Alter von 83 Jahren in der Rentnersiedlung von Woodland Hills (Los Angeles). Er litt an Prostatakrebs.

## Filmografie (Auswahl)

### Regisseur
- 1962: Brillanten des Todes (Time to Remember)
- 1965: Tea Party (Fernsehfilm)
- 1968: Die seltsame Geschichte von Dr. Jekyll und Mr. Hyde (The Strange Case of Dr. Jekyll and Mr. Hyde, Fernsehfilm)
- 1968: Wenn es keine Schwarzen gäbe, müßte man sie erfinden (If There Weren’t Any Blacks You’d Have to Invent Them, Fernsehfilm)
- 1969: Lauter Lügen (Male of the Species, Fernsehfilm)
- 1969: Königin für tausend Tage (Anne of the Thousand Days)
- 1971: Maria Stuart, Königin von Schottland (Mary, Queen of Scots)
- 1973: Der verlorene Horizont (Lost Horizon)
- 1974: Die Weltumsegelung (The Dove)
- 1976: Die kleinen Pferdediebe (Escape from the Dark)
- 1977: Jenseits von Mitternacht (The Other Side of Midnight)
- 1980: Bruchlandung im Paradies (The Last Flight Of Noah’s Ark)
- 1981: Condorman
- 1981: Der zweite Mann (The Amateur)
- 1986: Finish – Endspurt bis zum Sieg (The Boy in Blue)
- 1987: Armes reiches Mädchen – Die Geschichte der Barbara Hutton (Poor Little Rich Girl: The Barbara Hutton Story, Fernsehfilm)
- 1988: König ihres Herzens (The Woman He Loved, Fernsehfilm)
- 1989: Die Champagner-Dynastie (Till We Meet Again, Miniserie)
- 1990: Night of the Fox (Fernsehfilm)
- 1991: Lucy und Desi – Ein Blick hinter die Kulissen (Lucy & Desi: Before the Laughter, Fernsehfilm)
- 1991: Unter dem Regenbogen (Changes, Fernsehfilm)
- 1991: … und den Weihnachtsmann gibt’s doch! (Yes Virginia, There Is a Santa Claus, Fernsehfilm)
- 1992: Lady Boss (Fernsehfilm)
- 1993: Ein Fremder im Spiegel (A Stranger in the Mirror, Fernsehfilm)
- 1994: Labyrinth der Liebe (Treacherous Beauties, Fernsehfilm)
- 1994: Oksana Baiul – Die russische Eisprinzessin (A Promise Kept: The Oksana Baiul Story, Fernsehfilm)
- 1995: Liebe um Mitternacht (At the Midnight Hour, Fernsehfilm)
- 1997: Verzauberte Weihnachten (The Christmas List, Fernsehfilm)
- 1998: The Secret Life of Algernon
- 2001: Turn of Faith

### Drehbuchautor
- 1993: Morgen früh, so Gott will… (Morning Glory, Fernsehfilm)
- 1998: The Secret Life of Algernon

### Schauspieler
- 1955: On Camera (Fernsehserie)
- 1957: Hawkeye and the Last of the Mohicans (Fernsehserie)

## Auszeichnungen
- 1970: Golden Globe Award – Beste Regie für Königin für tausend Tage
- 1995: Daytime Emmy Awards – Beste Regie („Special Class“) für Oksana Baiul – Die russische Eisprinzessin
- 1998: Breckenridge Festival of Film – Beste Filmkomödie für The Secret Life of Algernon